# 亞納昆庫斯山
9°51′04″S 77°29′03″W / 9.85111°S 77.48417°W
亞納昆庫斯山（Yana Kunkush），是秘魯的山峰，位於該國北部安卡什大區，由艾哈區和卡塔克區負責管轄，屬於內格拉山脈的一部分，海拔高度4,600米。